# مروه چاعیران
مروه چاعیران (به ترکی استانبولی: Merve Çağıran) زادهٔ ۱۰ نوامبر ۱۹۹۲ در بالیکسیر، بازیگر زن اهل ترکیه است.
از فیلم‌ها یا برنامه‌های تلویزیونی که وی در آن نقش داشته است می‌توان به عشق حرف حالیش نمیشه، ضربان قلب و کودک اشاره کرد.

## فیلم‌شناسی

### تلویزیون
- تنها ترکیه (۲۰۱۰)
- الگو‌های مختلف (۲۰۱۲)
- 'روحهای‌ فداکار (۲۰۱۳)
- تپه ترحم (۲۰۱۳–۲۰۱۴)
- فراتر از انسان‌ها (۲۰۱۳–۲۰۱۴)
- گذری از خیانت (۲۰۱۴)
- عروس فراری (۲۰۱۴)
- عروس کوچک (۲۰۱۴–۲۰۱۵)
- دروغگوهای کوچک شیرین (۲۰۱۵)
- عشق حرف حالیش نمیشه (۲۰۱۶–۲۰۱۷)
- فی (۲۰۱۷)
- ضربان قلب (۲۰۱۷)
- تصادف (۲۰۱۸)
- کودک (۲۰۱۹)
- زخم قلب (۲۰۲۱-۲۰۲۲)